# Кризеліт
Кризеліт — дуже рідкісний мінерал-ортосилікат із класу «силікати та германати». Він кристалізується в орторомбічній кристалічній системі з хімічним складом Al2GeO4(F,OH)2 і, таким чином, хімічно є германатом алюмінію з додатковими іонами фтору (F-) та гідроксид-іонами (OH-). Іони фтору та гідроксид-іони, зазначені в круглих дужках загальної формули, можуть заміщувати один одного (діадохія), але завжди у однаковій пропорції до інших компонентів мінералу.
Кризеліт утворює волокнисті агрегати довжиною до 50 мкм, які з'єднуються у кірки. Окремі волокна представляють собою клиноподібні сукупності листків у площині {110}. Є також напівсферичні агрегати діаметром до 200 мкм.

## Етимологія та історія
Першовідкривачем кризеліту вважається німецький колекціонер мінералів Маркус Екер з Шпізена, який передав для опису та визначення мінерал, придбаний у продавця мінералів у 1994 році. Відповідні дослідження призвели до визначення присутності нового мінералу, який був визнаний Міжнародною мінералогічною асоціацією (IMA) у 2000 році та описаний як кризеліт німецькою дослідницькою групою у 2010 році. Мінерал був названий на честь німецького хіміка Фрідріха Вільгельма Крізеля, який був головним хіміком і керівником лабораторії на руднику «Цумеб» приблизно у 1920 році. Одночасно з Отто Германом Августом Пуфалем (1855—1924), Крізель виявив елементи германій та галій в германіті, який вперше був знайдений у цій копальні.
Типовий зразок мінералу (голотип) зберігається в Мінералогічному музеї Гамбурзького університету в Німеччині (місцезнаходження MMHH, каталог № TS 385).

## Хімічні властивості
Кризеліт утворює германійдомінантний аналог кремнійдомінантного топазу, а також являє собою фтордомінантний аналог синтетичного гідроксилдомінантного Al2GeO4(OH)2.
Хімічний склад може бути описаний загальною формулою (Al1,860Ga0,102As3+0,036Zn0,020Mg0,016Fe3+0,012Na0,009Sb3+0,005Ti0,003Cu0,001)Σ=2,064(Ge0,844Al0,143Si0,013)Σ=1,000O4(F1,103OH0,897)Σ=2,000. Ідеалізована формула — Al2GeO4(F,OH)2. Кризеліт — один з 23 відомих на сьогодні (2016 р.) мінералів германію; у "Цумебі" було знайдено п'ятнадцять з них.
Для першого дослідженого зразка (голотипу) не відомо ні точне місцезнаходження, ні дата знахідки. Зразки, на яких пізніше був ідентифікований кризеліт, походять з 29-го горизонту рудника «Цумеб» і були знайдені там у 1972 році.

## Використання
З вмістом GeO2 близько 38 % кризеліт міг би бути багатою германієвою рудою. Однак, лише з декілька відомими зразками він є одним з найрідкісніших вторинних мінералів рудника «Цумеб» і тому цікавить лише колекціонерів мінералів.